# Orgelmis

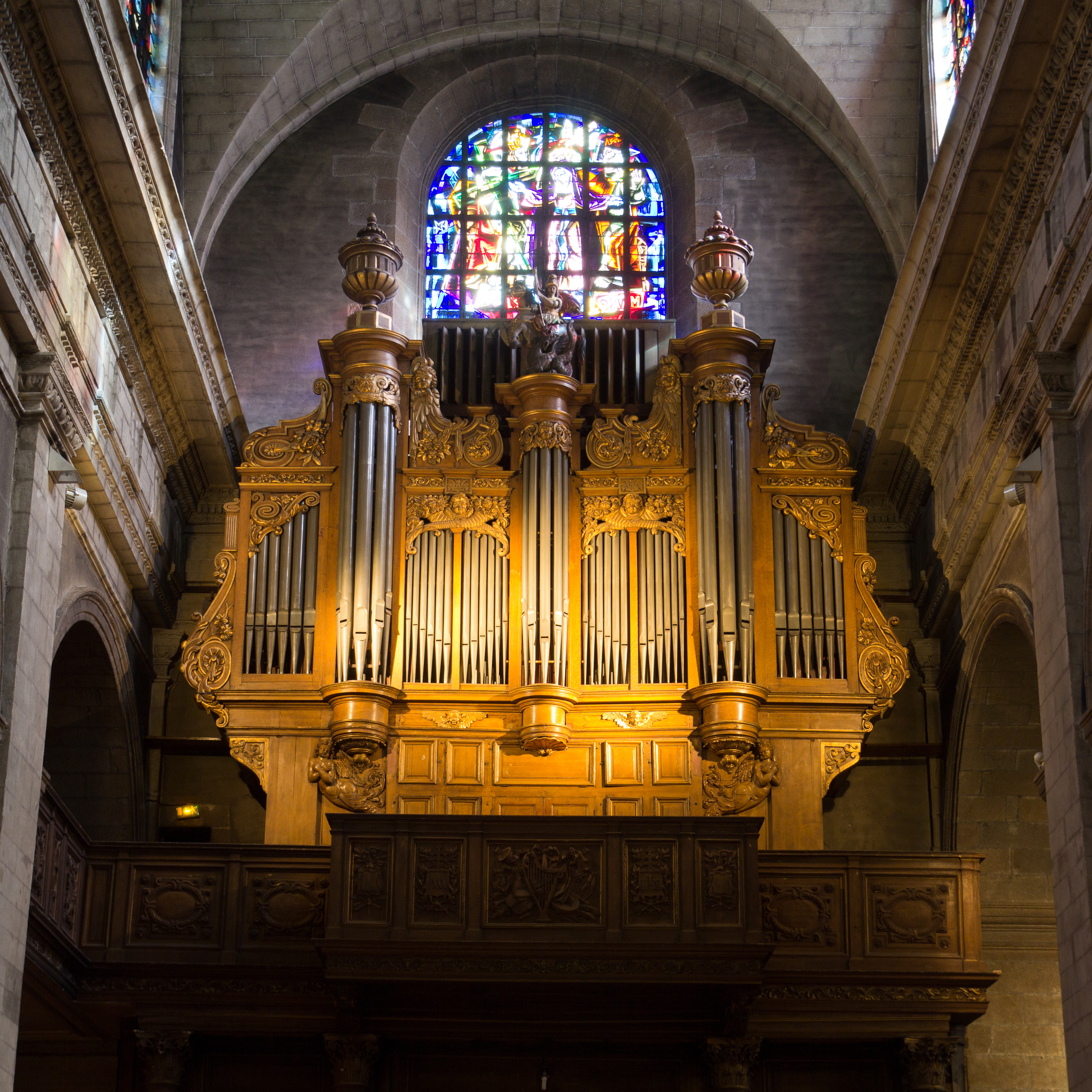
Een Frans kerkorgel

Een orgelmis is een muziekwerk in misvorm, dat op het orgel wordt vertolkt. 

## Geschiedenis
Vanaf het einde van de 14e eeuw werd het ordinarium van de mis soms in een doorgaans polyfone zetting  voor orgel gebruikt in de misliturgie. Het betrof dan een instrumentale afwisseling van de doorgaans gezongen delen van de mis. In een orgelmis worden de originele melodieën, die aanvankelijk werden gezongen als cantus firmus ("vaststaande zanglijn"), instrumentaal vertolkt en begeleid. De orgelmis is de voorloper van de latere koraalbewerkingen. In protestantse kerkmuziek komen ook soms orgelmissen voor, waarin dan Kyrie, Credo en Gloria-liederen (die ook in de protestantse kerken worden gezongen) verwerkt zijn. Een voorbeeld is te vinden in Clavier-Übung III van Johann Sebastian Bach.
In de katholieke liturgie is het fenomeen van de orgelmis redelijk gangbaar geweest. In Frankrijk kent men daarnaast ook het verset, in Italië het versetto. Dit was een kort tussenspel waarbij het orgel in beurt-'zang' delen van de gezongen verzen speelde.

## Bekende orgelmissen
- Missa in honorem BVM (de Grote Orgelmis) van Joseph Haydn
- Missa Brevis Sancti Joannis de Deo (de Kleine Orgelmis) van Joseph Haydn
- Clavier-Übung: deel III bevat de Deutsche Orgel-Messe van Johann Sebastian Bach